# Jean II de Chalon-Arlay
Jean II de Chalon-Arlay (25 février 1362), est un seigneur d'Arlay, d'Arguel, de Cuiseaux et de Vitteaux, ainsi que vicomte de Besançon.

## Biographie

### Origines
Jean est le fils du seigneur Hugues Ier de Chalon-Arlay et de Béatrice de La Tour du Pin (1275-1347), fille du comte Humbert Ier du Viennois. Il appartient à la branche des Chalon-Arlay.

### Seigneur franc-comtois
Il prend une part active, en 1347, dans le soulèvement des barons franc-comtois en s'alliant avec Henri de Montfaucon comte de Montbéliard, Raoul Hesso marquis de Bade-Bade, Thiébaud V de Neuchâtel-Urtière et Jean III de Faucogney contre le duc Eudes IV de Bourgogne (cf. l'article Chaussin).
Il adresse en 1351, des lettres par lesquelles il déclare que les serfs de l'Abbaye de Saint-Martin d'Autun, ne peuvent se désavouer, et qu'il n'en recevra aucun sur ses terres, moyennant deux cents écus d'or et un palefroi grisart que lui remettent les moines. En 1354, il donne la Charte d'affranchissement aux habitants de Marnay-la-Ville.

### Mort et succession
Jean de Chalon meurt de la peste, à Besançon ou à Arguel, le 25 février 1362. Son fils Hugues II de Chalon-Arlay lui succède au titre de seigneur de Chalon-Arlay.

## Famille

### Famille
Jean de Chalon épouse, en premières noces, avant 1332, Marguerite de Mello, veuve de Maurice VI ou VII de Craon, fille de Dreux de Mello seigneur de Château-Chinon, Jarnac et Sainte-Hermine, et d'Éléonore de Savoie (it) (v.1279-1324), fille du comte Amédée V de Savoie, veuve du parent de Jean de Chalon, Guillaume de Chalon-Auxerre (1277-1304), comte d'Auxerre et de Tonnerre.
Les enfants du couple sont :
- Jean († 1360), seigneur d'Auberive, ∞ Marguerite de Lorraine, fille de Ferry IV de Lorraine, d'oú une fille unique :
  - Jeanne († 1412), ∞ Jean III de La Chambre, vicomte de Maurienne ;
- Hugues II († 1392), seigneur d'Arlay et de Nozeroy, vicomte de Besançon et vicaire impérial, ∞ (1363) Blanche de Genève[5], dame de Frontenay. Cette dernière est la sœur de Marie de Genève, seconde épouse de notre Jean de Chalon-Arlay[5] ;
- Louis Ier († 1366), seigneur d'Arguel, Cuiseaux, Vitteaux, L'Isle-sur-Serein, ∞ (1363) Marguerite de Vienne, fille de Philippe II (ou III) de Vienne, dame de Pymont, Montmorot et Lons en partie (le bourg St-Désiré)
  - d'où Jean III, héritier d'Arlay par son oncle Hugues, et qui obtient par mariage le titre de prince d'Orange ;
- Marguerite (1338-1392), ∞ (vers 1356) Étienne de Montfaucon, seigneur de Montfaucon puis comte de Montbéliard : d'où la suite des comtes de Montbéliard ;
- Béatrice († apr. juillet 1402), dame de Broyes, ∞ (4 août 1362) Antoine (v. 1343-1374), seigneur de Beaujeu (1351-1374), sans postérité[6] ;
- Jeanne († 1380, inhumée à Theulay), ∞ (avant le 31 octobre 1372) Jean de Vergy, seigneur de Fouvent et de Champlitte, d'où postérité, dont Antoine de Vergy[6].

En 1361, Jean épouse en secondes noces Marie de Genève († 1382), fille du comte Amédée III.
Jean II a aussi un fils naturel : Jean bâtard de Chalon, sire de Montrichard, bailli d'Aval, mort en 1402, époux de Jeanne de Buvilly-Dieulefit (morte en 1401) avec postérité : leur fille Jeanne marie Tristan de Toulongeon, seigneur de Sennecey de Traves.

## Titres
(liste non exhaustive)
- Seigneur d'Arlay, de Guysel, de Lille sous Mont Réaul, de Marnay-le-Château,  de Marnay-la-Ville, de Cuiseaux.
- du chef de sa première épouse Marguerite de Mello : Jarnac, Châteauneuf
- Maire et vicomte de Besançon.

## Armoiries
Les armes de la maison de Chalon-Arlay se blasonnent ainsi : De gueules à la bande d'or, chargé au franc quartier d'une étoile d'azur.